# A-92G (motorväg, Spanien)
A-92G är en kort motorvägssträcka väster om Granada i Spanien. Den ansluter till A-92 vid Santa Fe och är den främsta tillfartsvägen till Granadas flygplats från själva staden.